# Томер Юсефі
Томер Юсефі (івр. תומר יוספי; нар. 2 лютого 1999, Левахім, Ізраїль) — ізраїльський футболіст, атакувальний півзахисник житомирського «Полісся».

## Клубна кар'єра
Народився та виріс у заможному місті Лехавім, в родині ізраїльтян єврейського походження.
Вихованець молодіжної академії «Хапоеля» (Беер-Шева). Дебютував за першу команду клубу 12 січня 2019 року в програному (0:2) домашньому матчі Прем'єр-ліги Ізраїлю проти «Маккабі» (Хайфа). 19 травня 2019 року відзначився своїм першим голом за «Хапоель» в переможному (1:0) поєдинку проти ізраїльської Прем’єр-ліги проти «Хапоеля» (Хадера), в якому вийшов на заміну на 84-й хвилині, а через 4 хвилини відзначився голом.
5 січня 2023 року орендований до кінця сезону «Хапоелем» (Хайфа) з Прем'єр-ліги.
3 липня 2023 року вдруге орендований Хапоелем (Хайфа) напередодні старту Прем'єр-ліги 2023/24.
У середині грудня 2024 року у ЗМІ з'явилася інформація про зацікавленість «Полісся» в ізраїльському вінґері. 31 грудня 2024 року підписав 3-річний контракт з «вовками». За даними інтернет-видання Transfermarkt житомиряни заплатили за гравця ізраїльському клубу 250 000 євро.

## Кар'єра в збірній
Дебютував за молодіжну збірну Ізраїлю 26 березня 2019 року в поєдинку проти Грузії. 10 вересня 2019 року відзначився дебютним голом за молодіжній збірній, у матчі проти Казахстану. З 2019 по 2020 рік відзначився 3-ма голами в 11-ти матчах за «молодіжку».
14 березня 2024 року Алон Хазан вперше викликав Томера до табору національної збірної Ізраїлю.

## Статистика виступів

### Клубна
Станом на 31 грудня 2024 року
| Клуб                       | Сезон             | Ліга                 | Ліга  | Ліга | Кубок | Кубок | Кубок ліги | Кубок ліги | Єврокубки | Єврокубки | Інші  | Інші | Загалом | Загалом |
| Клуб                       | Сезон             | Ліга                 | Матчі | Голи | Матчі | Голи  | Матчі      | Голи       | Матчі     | Голи      | Матчі | Голи | Матчі   | Голи    |
| -------------------------- | ----------------- | -------------------- | ----- | ---- | ----- | ----- | ---------- | ---------- | --------- | --------- | ----- | ---- | ------- | ------- |
| «Хапоель» (Беер-Шева)      | 2018–19           | Прем'єр-ліга Ізраїлю | 9     | 1    | 1     | 0     | –          | –          | –         | –         | 0     | 0    | 10      | 1       |
| «Хапоель» (Беер-Шева)      | 2019–20           | Прем'єр-ліга Ізраїлю | 17    | 2    | 3     | 0     | 1          | 0          | 2         | 0         | 1     | 0    | 24      | 2       |
| «Хапоель» (Беер-Шева)      | 2020–21           | Прем'єр-ліга Ізраїлю | 28    | 5    | 1     | 0     | –          | –          | 10        | 0         | 2     | 0    | 41      | 5       |
| «Хапоель» (Беер-Шева)      | 2021–22           | Прем'єр-ліга Ізраїлю | 33    | 1    | 5     | 0     | 2          | 0          | 4         | 0         | 0     | 0    | 44      | 1       |
| «Хапоель» (Беер-Шева)      | 2022–23           | Прем'єр-ліга Ізраїлю | 5     | 0    | 0     | 0     | 0          | 0          | 8         | 1         | 1     | 0    | 14      | 1       |
| «Хапоель» (Беер-Шева)      | 2024–25           | Прем'єр-ліга Ізраїлю | 2     | 0    | 0     | 0     | 1          | 0          | 4         | 1         | 0     | 0    | 7       | 1       |
| «Хапоель» (Беер-Шева)      | Загалом           | Загалом              | 94    | 9    | 10    | 0     | 4          | 0          | 28        | 2         | 4     | 0    | 140     | 11      |
| «Хапоель» (Хайфа) (оренда) | 2022–23           | Прем'єр-ліга Ізраїлю | 10    | 2    | 0     | 0     | 0          | 0          | 0         | 0         | 0     | 0    | 10      | 2       |
| «Хапоель» (Хайфа) (оренда) | 2023–24           | Прем'єр-ліга Ізраїлю | 33    | 11   | 2     | 0     | 1          | 0          | 0         | 0         | 0     | 0    | 36      | 11      |
| «Хапоель» (Хайфа) (оренда) | Загалом           | Загалом              | 43    | 13   | 2     | 0     | 1          | 0          | 0         | 0         | 0     | 0    | 46      | 13      |
| «Полісся» (Житомир)        | 2024–25           | Прем'єр-ліга України | 0     | 0    | 0     | 0     | –          | –          | 0         | 0         | –     | –    | 0       | 0       |
| «Полісся» (Житомир)        | Загалом           | Загалом              | 0     | 0    | 0     | 0     | –          | –          | 0         | 0         | 0     | 0    | 0       | 0       |
| Усього за кар'єру          | Усього за кар'єру | Усього за кар'єру    | 137   | 22   | 12    | 0     | 5          | 0          | 28        | 2         | 4     | 0    | 186     | 24      |

## Досягнення
«Хапоель» (Беер-Шева)
- Кубок Ізраїлю
  -  Володар (2): 2019/20, 2021/22

- Суперкубок Ізраїлю
  -  Володар (1): 2022